# Dicionário Houaiss da Língua Portuguesa
Dicionário Houaiss da Língua Portuguesa — 6-томний великий словник португальської мови. Виданий у 2001 року, в Ріо-де-Жанейро, під редакцією бразильського мовознавця Антоніу Хоаїса. Робота над словником тривала з 1986 року, за участі близько 200 лексикографів з різних країн світу.  Станом на 2000-ті роки це був найбільший тлумачний словник португалської мови, який мав 388 650 гасел, 415 500 синонімів, 26 400 антонімів, граматичні й етимологічні довідки тощо, діалектизми тошо. Містить також близько 57 тисяч старопорутагальських слів.